# Nexus 6P
Das Nexus 6P (Codename Angler) ist ein von Huawei hergestelltes Android-Smartphone. Es wurde zusammen mit Google entwickelt und als Teil deren Nexus-Reihe am 29. September 2015 zusammen mit dem Nexus 5X vorgestellt. Es ist der Nachfolger des Nexus 6. Das Nexus 6P wurde mit der Android-Version 6.0 Marshmallow ausgeliefert, die letzte von Google unterstützte Betriebssystemversion ist Android 8.1.

## Technische Daten

### Hardware
Das Nexus 6P hat einen Snapdragon 810-Prozessor und 3 GB RAM und ist mit 32, 64 oder 128 GB internem Speicher verfügbar. Die Batterie hat eine Kapazität von 3450 mAh und ist über einen USB Typ-C Stecker aufladbar. Die Kamera wurde von Sony produziert. Die Rückkamera hat eine Auflösung von 12,3 Megapixeln und eine Blende von f/2,0 und benutzt einen Infrarot-Laser für den Autofokus. Die Verwendung von besonders großen Pixeln mit einer Größe von 1,55 µm soll eine Fotoaufnahme auch bei schlechten Lichtverhältnissen ermöglichen. Videos können auch im Zeitlupenmodus mit 240 Bildern pro Sekunde aufgenommen werden. Die Frontkamera hat 8 Megapixel und eine Blende von f/2,4.
Das Gerät hat einen „Nexus Imprint“ genannten Fingerabdrucksensor auf der Rückseite, welcher auch von Drittanwendungen benutzt werden kann. Der Bildschirm aus „Gorilla Glass 4“ verwendet ein 5,7"-WQHD-AMOLED mit 2.560 × 1.440 Pixeln und somit eine Pixeldichte von 518 ppi. Das Nexus 6P unterstützt „Project Fi“, Googles eigenen Mobilfunkdienst.
Zum Energiesparen hat Google den „Android Sensor Hub“ eingeführt, einen speziellen energiesparenden Prozessor zur Datenerfassung, wozu er unter anderem direkt mit den Beschleunigungssensor, Gyroskop und Fingerabdruckscanner verbunden ist. Der Hauptprozessor, welcher mehr Energie benötigt, muss somit nur aktiv werden, wenn weitere Aktivitäten erforderlich sind. Der „Sensor Hub“ erkennt etwa, wenn das Gerät in die Hand genommen wird, und zeigt dann Benachrichtigungen auf dem Bildschirm in einem energiesparenden Schwarzweiß-Text, bis der Bildschirm explizit aktiviert wird. Zusätzlich unterstützt der „Sensor Hub“ eine Stapelverarbeitung von verschiedenen Sensoren, eine Funktion, welche in Android KitKat eingeführt wurde. Dadurch, dass ein extra Chip eingesetzt wird, braucht die CPU nicht für jede Sensoraktivität aktiv zu werden, was zu einem verringerten Stromverbrauch führt. Die Stapelverarbeitung der Bewegungserfassung kann zum Beispiel für einen Schrittzähler benutzt werden.

### Software
Das Nexus 6P wurde zum Marktstart mit dem Betriebssystem Android 6.0 Marshmallow ausgeliefert. Die letzte und offiziell von Google unterstützte Betriebssystemversion ist Android 8.1.

### Design
Das Smartphone ist das erste in der Nexus-Reihe mit einem durchgehenden Metallgehäuse. Es ist in den Farben Aluminium, Graphite, Frost, und Gold (nur Japan) erhältlich.
Auf der Metallrückseite hat das Nexus 6P an der Oberseite einen schwarzen Balken, in dem die Rückkamera enthalten ist. Die Abmessungen des Gerätes sind 159,3 mm × 77,8 mm × 7,3 mm, und es wiegt 178 Gramm.